# Orgesa Zaimi
Orgesa Zaimi (ur. 25 lipca 1985 w Poliçanie) – albańska piosenkarka.

## Życiorys
W latach 2006, 2008, 2009 i 2014, 2019 i 2021 wzięła udział w festiwalu muzycznym Kënga Magjike.

## Dyskografia[1]

### Albumy
| Rok  | Album         |
| ---- | ------------- |
| 2014 | Brand new day |

### Teledyski
| Rok  | Teledysk                        |
| ---- | ------------------------------- |
| 2009 | Stacion                         |
| 2011 | Dashuria pa nje fytyre          |
| 2013 | When you go                     |
| 2013 | I don't want you back           |
| 2013 | Every minute                    |
| 2014 | Automatic                       |
| 2014 | Between a rock and a hard place |
| 2016 | Lëviz me mua                    |
| 2018 | Ngrije zërin                    |
| 2021 | Tsunami                         |